# نوچتو
نوچتو (به ایتالیایی: Nucetto) یک کومونه در ایتالیا است که در استان کونیو واقع شده‌است. نوچتو ۷٫۶ کیلومتر مربع مساحت و ۴۵۱ نفر جمعیت دارد و ۴۵۰ متر بالاتر از سطح دریا واقع شده‌است.